# Weerterbos
Het Weerterbos (Limburgs: Wieërterbos) is een natuurgebied in de Nederlandse provincie Limburg, gelegen ten noordwesten van Weert. Het gebied bevindt zich op het grondgebied van de gemeente Nederweert.
Het Weerterbos bestaat uit bossen, vennen, grasland en kleine heidevelden. Sinds 1969 koopt stichting Het Limburgs Landschap terrein aan in het Weerterbos. In 2008 heeft deze stichting hier een oppervlak van 615 hectare in beheer. Er zijn echter nog vele kleine percelen in particulier eigendom. Het Weerterbos lag van oudsher op het grondgebied van de gemeente Weert. Begin jaren 90 van de vorige eeuw vond er een grondruil plaats tussen Weert en Nederweert waarmee de snelweg A2 de grens tussen beide gemeenten werd. Het Weerterbos kwam toen toe aan Nederweert.

## Deelgebieden en omgeving
Het Weerterbos vormt een centraal element in een zeer uitgestrekte gordel van bos- en heidegebieden. Naast het eigenlijke Weerterbos behoren nog verschillende vanouds anders genaamde deelgebieden bij het reservaat. "Hugterbroek" is de naam van het middelste deel, "In den Vloed" de naam voor het noordoostelijk gelegen deelgebied. Op de grens met Brabant vinden we het hooggelegen deelgebied "Maarheezerveld". Het Weerterbos grenst naar het noorden en westen aan het Noord-Brabantse natuurgebied Hugterheide dat via het landgoed Hoef aan de Pan en de Somerense Heide aansluit bij de Strabrechtse Heide. Naar het zuidwesten sluit het via het deelgebied "Maarheezerveld" aan bij de Weerter- en Budelerbergen, daarvan gescheiden door een spoorlijn en de snelweg A2. Het is de bedoeling dat rond 2013 het Weerterbos is verbonden met de Weerter- en Budelerbergen. Zo zullen in het uiterste westen van het gebied twee ecoducten over de snelweg A2 en de spoorlijn Eindhoven - Weert worden aangelegd door ProRail. De ecoducten komt bij het wegrestaurant De Wildenberg, op de provinciegrens met Noord-Brabant.

## Natuur en landschap
Het Weerterbos is ecologisch belangwekkend als een van de weinige echt oude bossen van de wijde omgeving. Als is het zeker geen 'oerbos', delen van het gebied zijn sinds mensenheugenis en in ver voorbij eeuwen "altijd bos geweest". Dat betreft met name het 'eigenlijke' Weerterbos, het zuidelijke deel van het gebied. Het Hugterbroek is de naam van het middelste stuk, in den Vloed de naam voor het noordoostelijk gelegen deelgebied. Het Weerterbos ligt pal naast de hoge zandrug van de Hugterheide en de Weerterbergen, die een waterscheiding vormen. Het is daardoor, ondanks de niet al te lage ligging, van oudsher een nat gebied geweest. Het gebied wordt afgewaterd door het beekje de Oude Graaf.
In de negentiende en twintigste eeuw ontstond het noordoostelijk gelegen deelgebied Huchterbroek toen de heiden in de omgeving van het Weerterbos werden ontgonnen. Aanvankelijk werd het gebied met grasland ingericht, later richtte men zich op bosbouw en werd een uitgebreid netwerk van rabatten aangelegd.
De ontginning van de omgeving leidde tot een sterke ontwatering, waardoor het Weerterbos verdroogde.

## Beheer

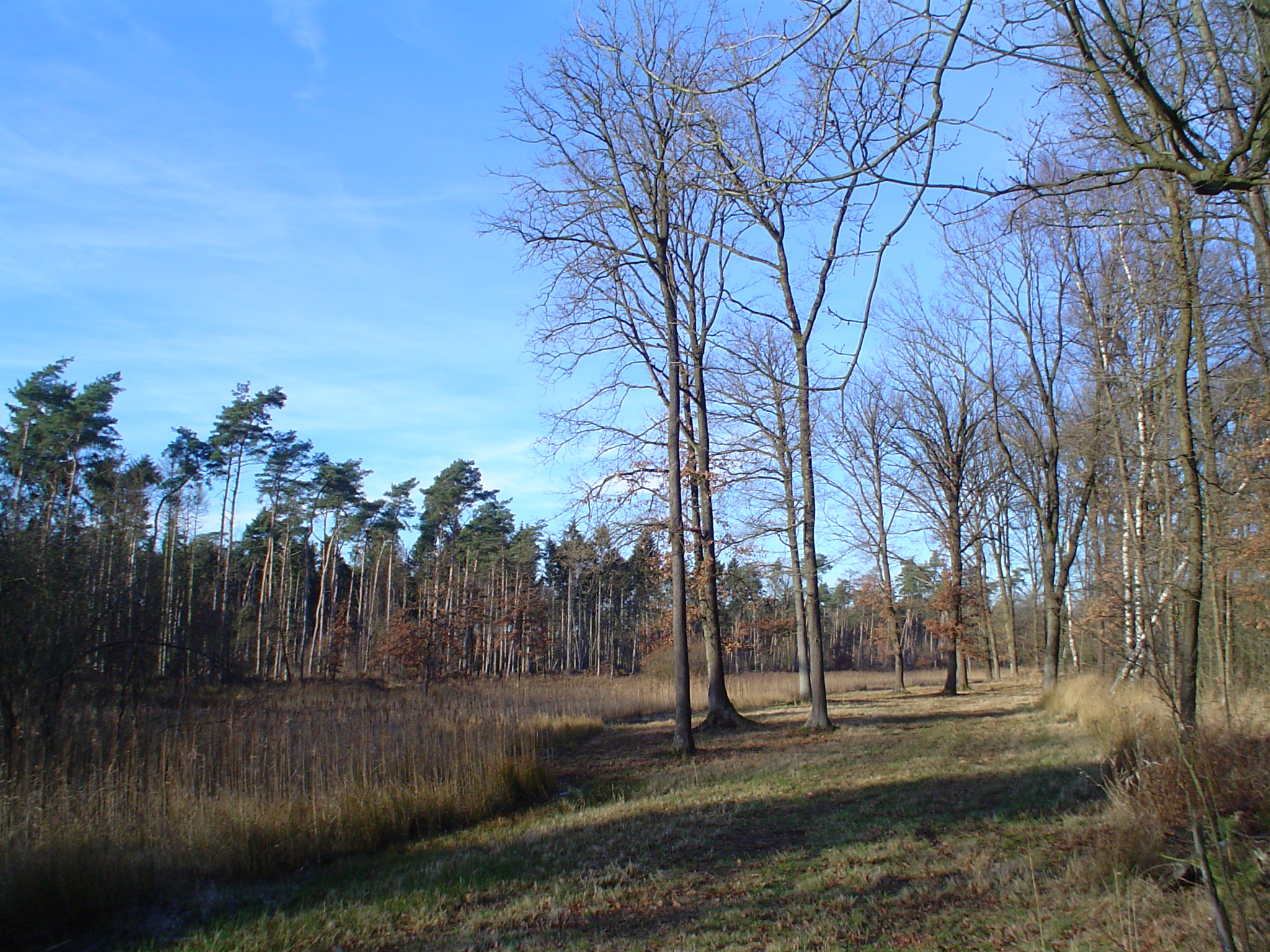
Een ven in het Weerterbos

In de jaren 90 van de twintigste eeuw werden stuwen aangebracht en waterlopen aangepast om de verdroging tegen te gaan.
Daarna werd in de periode 2000-2002 de oevers van het Groot Ven hersteld en het Klein Ven uitgebaggerd.
Door deze maatregelen werd het gebied weer vochtiger.
Door het natte karakter en de hoge leeftijd herbergt het Weerterbos een aantal bijzondere diersoorten, zoals de zeer zeldzame Kleine ijsvogelvlinder. Van deze vlinder troffen onderzoekers van de Vlinderstichting een grote populatie aan in 2008.
Andere bijzondere vlinders zijn de Grote weerschijnvlinder en het Spiegeldikkopje.
In en rondom het Weerterbos is een zone van 1228 hectare aangewezen als beschermde zone krachtens de Europese Habitatrichtlijn.
Deze richtlijnen bepalen dat de habitats van bepaalde planten en dieren in die zone beschermd dienen te worden.
Bij het Weerterbos gaat het daarbij specifiek om twee typen habitats: ten eerste de stilstaande wateren met vegetatie zoals oeverkruid en ten tweede de berkenbossen met veenmos.
Centraal in het Weerterbos is in 2005 een gebied afgebakend waarin een populatie van ongeveer twintig edelherten is uitgezet.

## Bezienswaardigheden

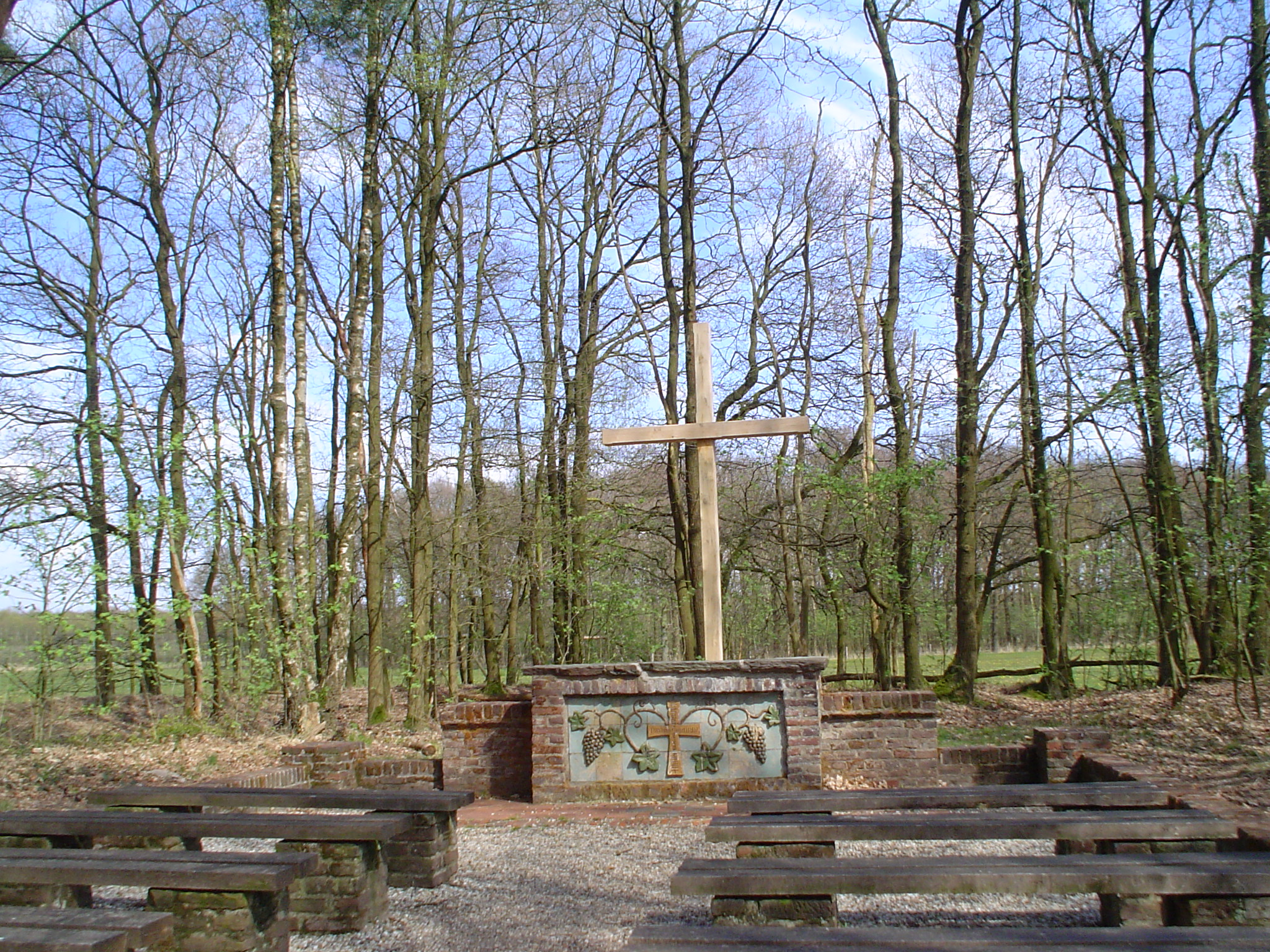
Het grenskerkmonument

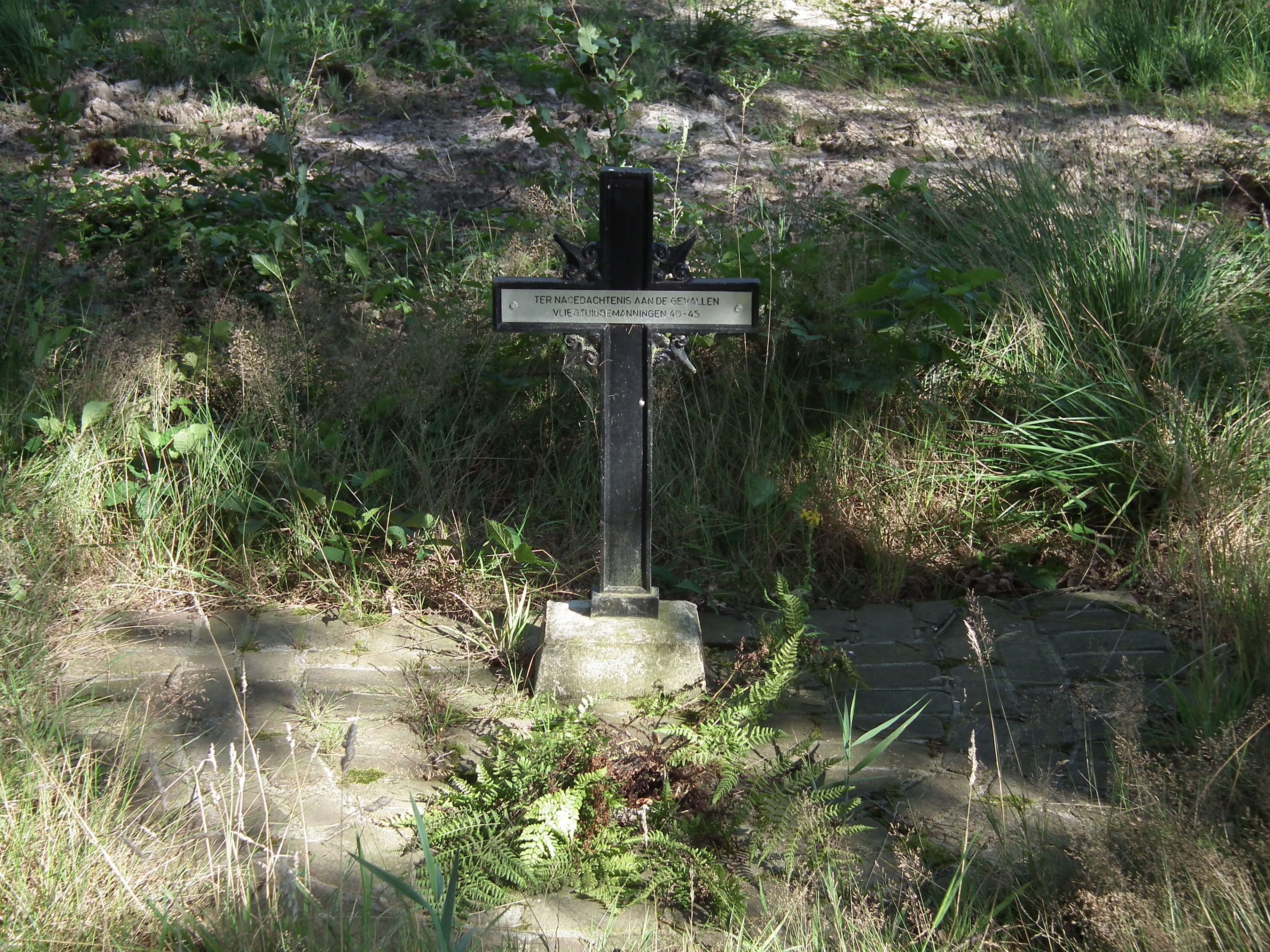
Wegkruis op de kruising van de Colusdijk en de Proosdijk

Tegen de provinciegrens met Noord-Brabant ligt de grenskerk: een openluchtkerk en tevens monument.
Deze kerk werd gesticht rond 1649, toen het katholieke geloof uit de Republiek der Zeven Verenigde Nederlanden werd verbannen.
Katholieke inwoners van de toenmalige Meierij van 's-Hertogenbosch konden bij deze grenskerk hun geloof belijden, aangezien deze direct over de grens lag in Spaans Opper Gelre.
De diensten werden verzorgd door de paters van Biest.
Na 1672 werd het de katholieken in de Meierij toegestaan om schuurkerken te bouwen. Zo raakte de grenskerk buiten gebruik. Later is, ter herinnering, de huidige openluchtkapel gebouwd, het zogenaamde grenskerkmonument. Het Limburgs Landschap kreeg deze kapel in 1981 in bezit.
In het noordwesten van het Weerterbos ligt een gebied met open grasland.
Hier lag oorspronkelijk de Grashut, een boerderij waarvan de geschiedenis teruggaat tot het begin van de negentiende eeuw.
Nadat de Grashut door Het Limburgs Landschap werd aangekocht werd deze nog enige jaren verpacht. In het kader van de ontwikkeling van de ecologische hoofdstructuur van Nederland bleek echter dat een agrarisch bedrijf niet wenselijk was op deze locatie. Daarom werd uiteindelijk in 2006 de Grashut gesloopt.
Daarvoor in de plaats kwam een uitkijktoren, die in april 2008 officieel werd geopend.
Alleen de naam Grashutdijk herinnert nog aan de voormalige boerderij. Op deze plaats zijn tegenwoordig edelherten uitgezet.
Op de kruising van de Colusdijk en de Proosdijk bevindt zich een wegkruis, opgericht als herinnering aan tijdens de Tweede Wereldoorlog omgekomen vliegtuigbemanningen.

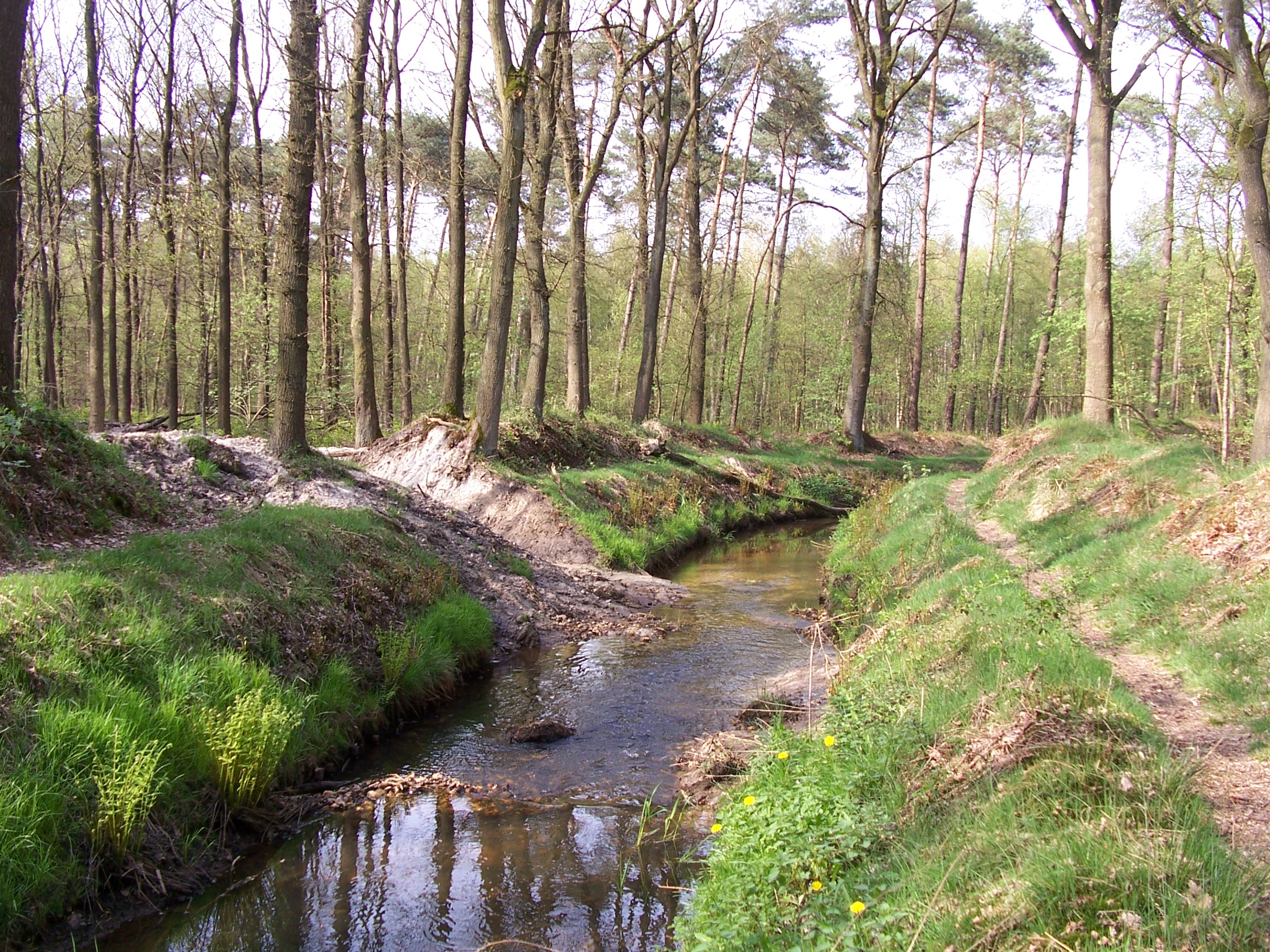
Beek in het Weerterbos

Hugterheide · Weerterbos · Weerter- en Budelerbergen · IJzeren Man · Kruispeel · Laurabossen · Kettingdijk · De Krang · Tungelerwallen · Stramprooierbroek · Wijffelterbroek · Lozerheide · Sint-Maartensheide · De Luysen · Smeetshof · Grootbroek · 't Hasselterbroek · Zig en Goort · Itterdal · Tösch-Langeren